# Le Fresne-Poret
Le Fresne-Poret ist eine französische Gemeinde mit 222 Einwohnern (Stand: 1. Januar 2022) im Département Manche in der Region Normandie. Sie gehört zum Arrondissement Avranches und zum Kanton Le Mortainais. 
Nachbargemeinden sind Saint-Christophe-de-Chaulieu im Norden, Tinchebray-Bocage im Nordosten, Ger im Osten und Süden sowie Sourdeval im Westen.

## Bevölkerungsentwicklung
| Jahr      | 1962 | 1968 | 1975 | 1982 | 1990 | 1999 | 2008 | 2018 |
| --------- | ---- | ---- | ---- | ---- | ---- | ---- | ---- | ---- |
| Einwohner | 382  | 357  | 312  | 317  | 277  | 241  | 235  | 217  |

## Sehenswürdigkeiten

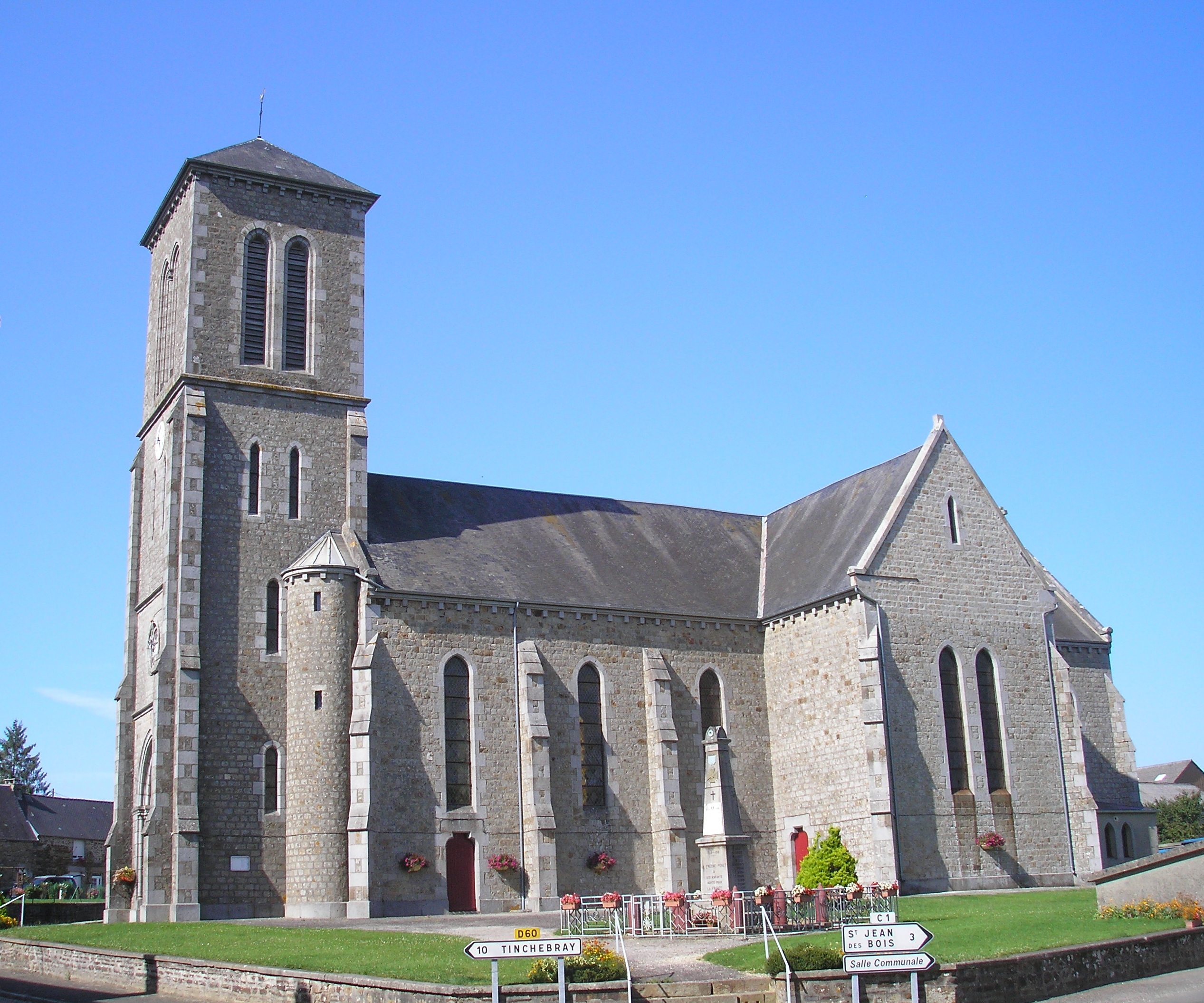
Kirche Saint-Jean-Baptiste

- Kirche Saint-Jean-Baptiste